# Grand prix Vérité
Ne doit pas être confondu avec le prix Vérité
Le grand prix Vérité est un prix littéraire créé en 1947 par le quotidien Le Parisien libéré qui récompense un récit vécu ou un reportage.

## Lauréats
| Année | Auteur                | Titre                                              | Sujet                      | Référence |
| ----- | --------------------- | -------------------------------------------------- | -------------------------- | --------- |
| 1947  | Pierre Nord           | Mes camarades sont morts                           | Seconde Guerre mondiale    | ,         |
| 1948  | Maisie Renault        | La Grande Misère                                   | Seconde Guerre mondiale    | [ 4 ]     |
| 1949  | Martin de Hauteclaire | Toute la terre à nous                              | Aviation                   | ,         |
| 1950  | Dany Maquaire         | Havre de misère                                    |                            | ,         |
| 1951  | Charles Agniel        | Compagnons de la Bonne Auberge                     | Compagnonnage              | [ 9 ]     |
| 1951  | Renée Bidault         | Petite Madame Gâteau                               | Commerçant sur les marchés | [ 9 ]     |
| 1952  | Dominique Terrail     | Mon métier d'homme                                 | Médecin de campagne        | ,         |
| 1953  | Étienne Cattin        | Trains en détresse                                 | Seconde Guerre mondiale    | [ 12 ]    |
| 1954  | Christine Arnothy     | J'ai quinze ans et je ne veux pas mourir           | Seconde Guerre mondiale    | [ 13 ]    |
| 1955  |                       |                                                    |                            |           |
| 1956  |                       |                                                    |                            |           |
| 1957  | Claude Olivier        | Institutrice en Algérie                            | Enseignement               | [ 14 ]    |
| 1958  | Edmond Reboul         | Si Toubib. Scènes de la vie d'un médecin au Sahara | Enseignement               | [ 15 ]    |
| 1959  | Alain Manevy          | L'Algérie à vingt ans                              | Guerre d'Algérie           | ,         |
| 1960  |                       |                                                    |                            |           |
| 1961  | Jean Courbeyre        | Faire face. Biographie d'un I.M.C.                 | Handicap                   | [ 19 ]    |
| 1962  |                       |                                                    |                            |           |
| 1963  |                       |                                                    |                            |           |
| 1964  | Jenny Ricoeur         | Mes 800 filles                                     | Enseignement               | ,         |
| 1965  | Pierre Saurat         | Pourquoi tant de colère ?                          | Éducateur                  | ,         |
| 1966  | Jean-Marc Melsen      | Le Dernier Verre                                   | Alcoolisme                 |           |
| 1967  | Daphne Sheldrick      | The Orphans Of Tsavo                               | Éléphants                  | [ 24 ]    |
| 1968  | Simone Fabien         | Ces profondeurs qui nous habitent                  | Handicap                   | ,         |
| 1969  | René Tomasi           | Ce regard est un défi                              | Maladie                    | [ 27 ]    |
| 1970  | Michel Peissel        | Mustang, royaume tibétain interdit                 | Royaume du Mustang         | [ 28 ]    |
| 1970  | Brigitte Friang       | Regarde toi qui meurs                              | Seconde Guerre mondiale    | [ 29 ]    |
| 1971  | Albert Stihlé         | Le Prêtre et le commissaire                        | Guerre d'Indochine         | [ 27 ]    |
| 1972  | Henry Muller          | Mes sans jours                                     | Maladie                    | [ 30 ]    |
| 1973  | Céleste Albaret       | Monsieur Proust                                    | Marcel Proust              | [ 31 ]    |
| 1974  | Pierre Lefranc        | Voici tes fils                                     | Seconde Guerre mondiale    | ,         |
| 1975  | Paul Paillole         | Services spéciaux 1935-1945                        | Contre-espionnage          | ,         |
| 1976  | Pierre Lefranc        | Le Vent de la liberté                              | Seconde Guerre mondiale    | [ 36 ]    |
| 1977  | Patrick Segal         | L'Homme qui marchait dans sa tête                  | Handicap                   | [ 37 ]    |
| 1977  | Jean Recher           | Le Grand Métier                                    | Pêche                      | [ 38 ]    |